# Tella-Sin
Tella-Sin és un municipi aragonès situat a la província d'Osca i enquadrat a la comarca del Sobrarb. Tella és el cap municipal. S'alça sobre la vall de Bielsa, a 1.384 metres d'altitud i està situat a les serres interiors dels Pirineus. L'any 1998 hi havia 267 habitants.

## Clima
- Precipitació anual: 1.300 mm.
- Temperatura mitjana anual: 7,5 °C.[1]

## Altres entitats de població
- Badaín, és un llogaret situat al peu de la Penya Solana. L'any 2010 hi havia 8 habitants.
- Hospital de Tella. Nucli de la vall del Cinca L'any 2007 tenia 9 habitants.[2]
- Lafortunada. Nucli situat a 771 metres d'altitud. L'antic nom era La infortunada, però l'hostaler del llogaret el va canviar pensant que era millor així pel seu negoci. El poblet va néixer per les obres de la Ibèrica (després Iberduero), per a la construcció d'un salt i una central elèctrica que va entrar en funcionament l'any 1923. Actualment produeix 83.000 KW. L'any 2010 hi havia 136 habitants.[3]
- Revilla. Llogaret situat a 1.100 metres d'altitud. La seua població era de 2 habitants l'any 2010.[4]
- Salinas. Poble nou relativament, i conegut com a Salinas de Sin, situat a la confluència dels rius Cinca i Cinqueta, i a 725 metres d'altitud. Hi havia una població de 29 habitants l'any 2010. És pas obligat per accedir a la vall de Chistau.[5]
- Sin. Nucli situat a 1.175 metres d'altitud. L'any 2010 tenia 53 habitants. Havia arribat històricament gairebé als 300 habitants.[6]

## Romànic
- Església de Badaín, de capçalera romànica del segle XII. La resta de l'edifici és del segle xvii.[7]
- Al poble de Tella hi ha dues ermites d'estil romànic properes al poble, del mateix estil que l'església parroquial (segle XI).

## Llocs d'interés
- Goles d'Escuaín. Entre la vall de Pineta i el Canyó d'Añisclo, a una alçada que oscil·la entre els 1.200 i els 1.400 metres, està situat aquest congost, excavat pel riu Yaga, amb cascades espectaculars i caigudes que superen els 200 metres.[8]
- Dolmen de Tella. A 750 metres al nord-oest del poble hi ha un dolmen simple, de planta rectangular i gairebé 2 metres de longitud.[9]

## Imatges del municipi

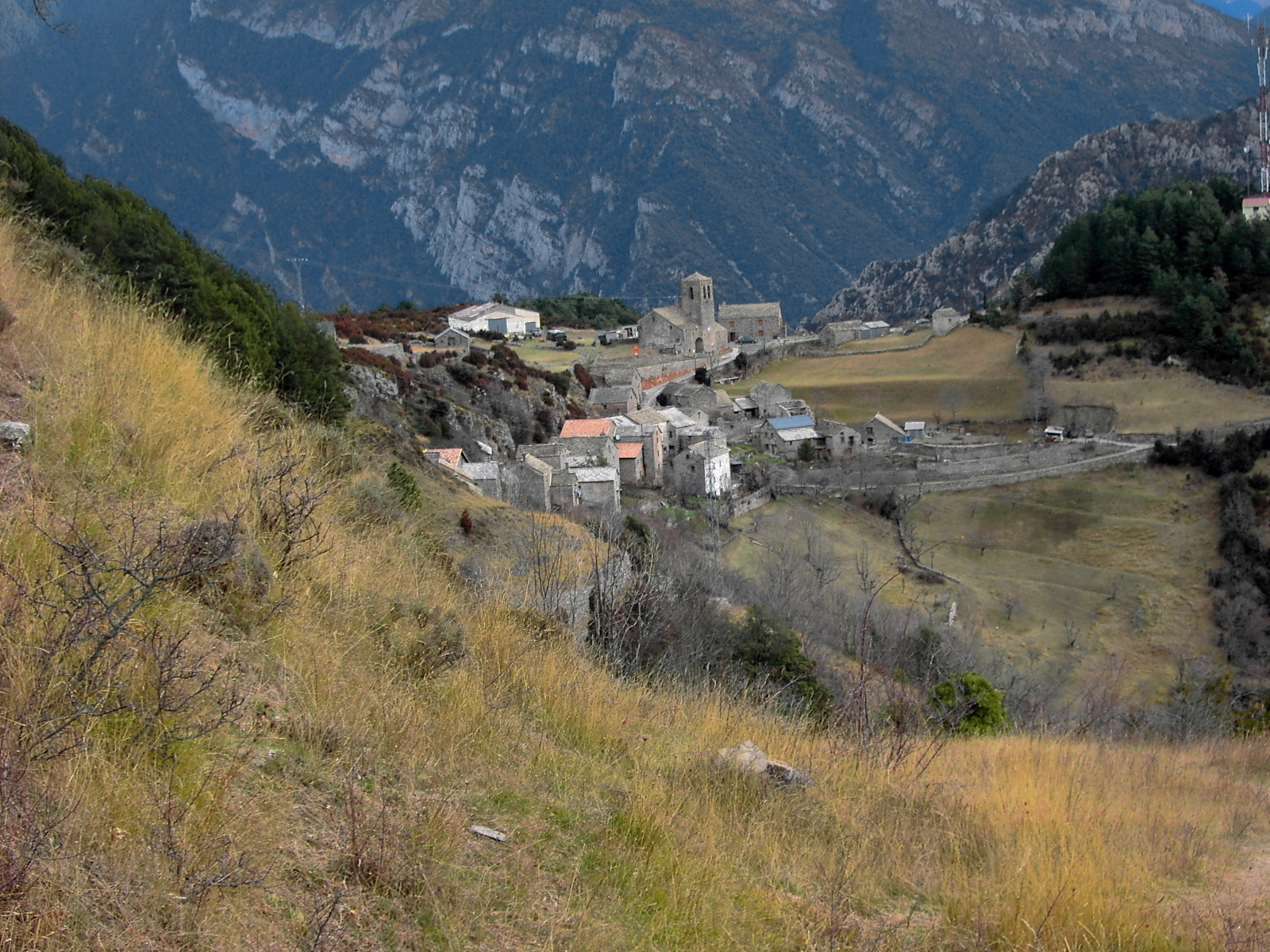
Tella
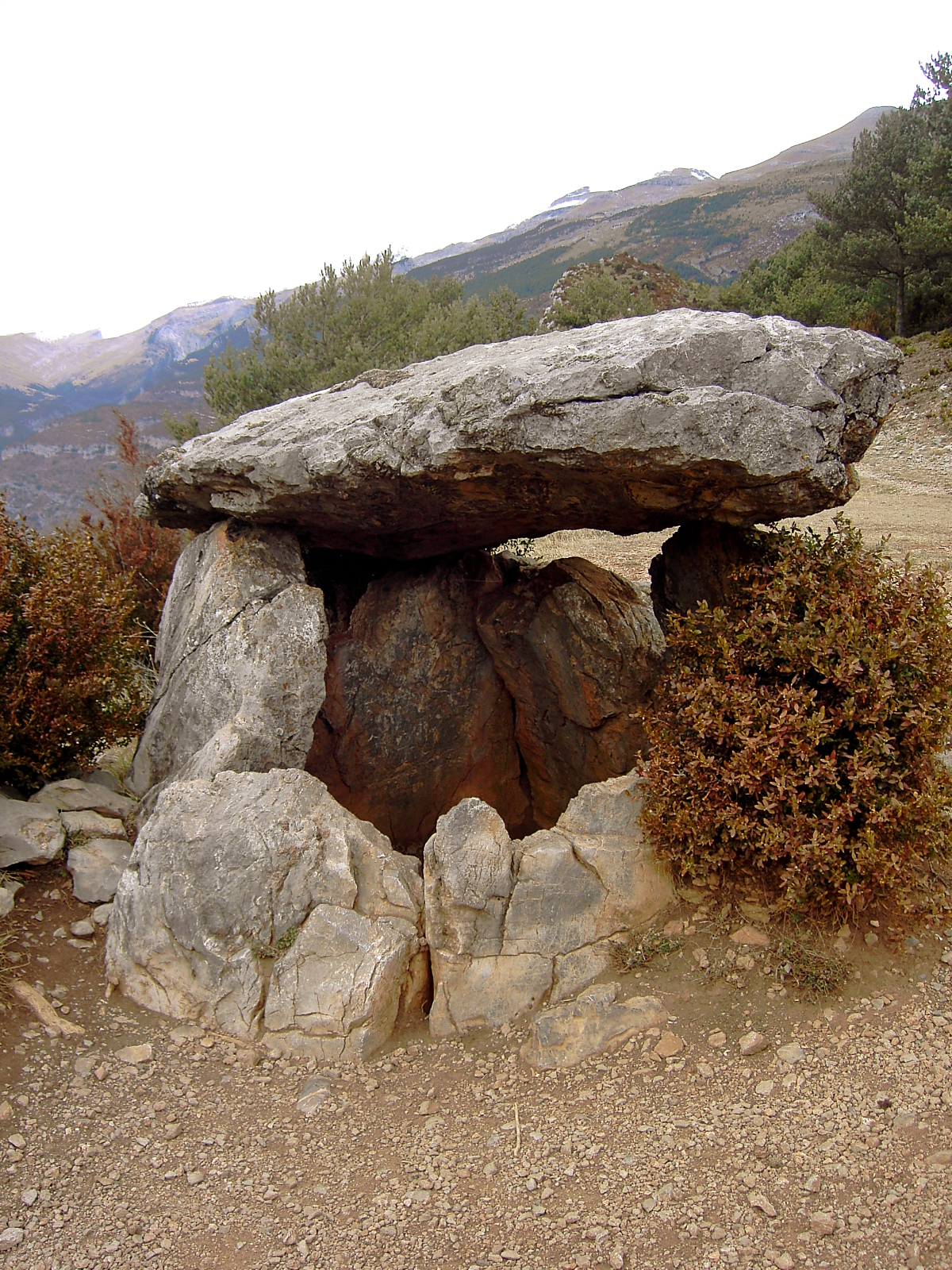
Dolmen de Tella
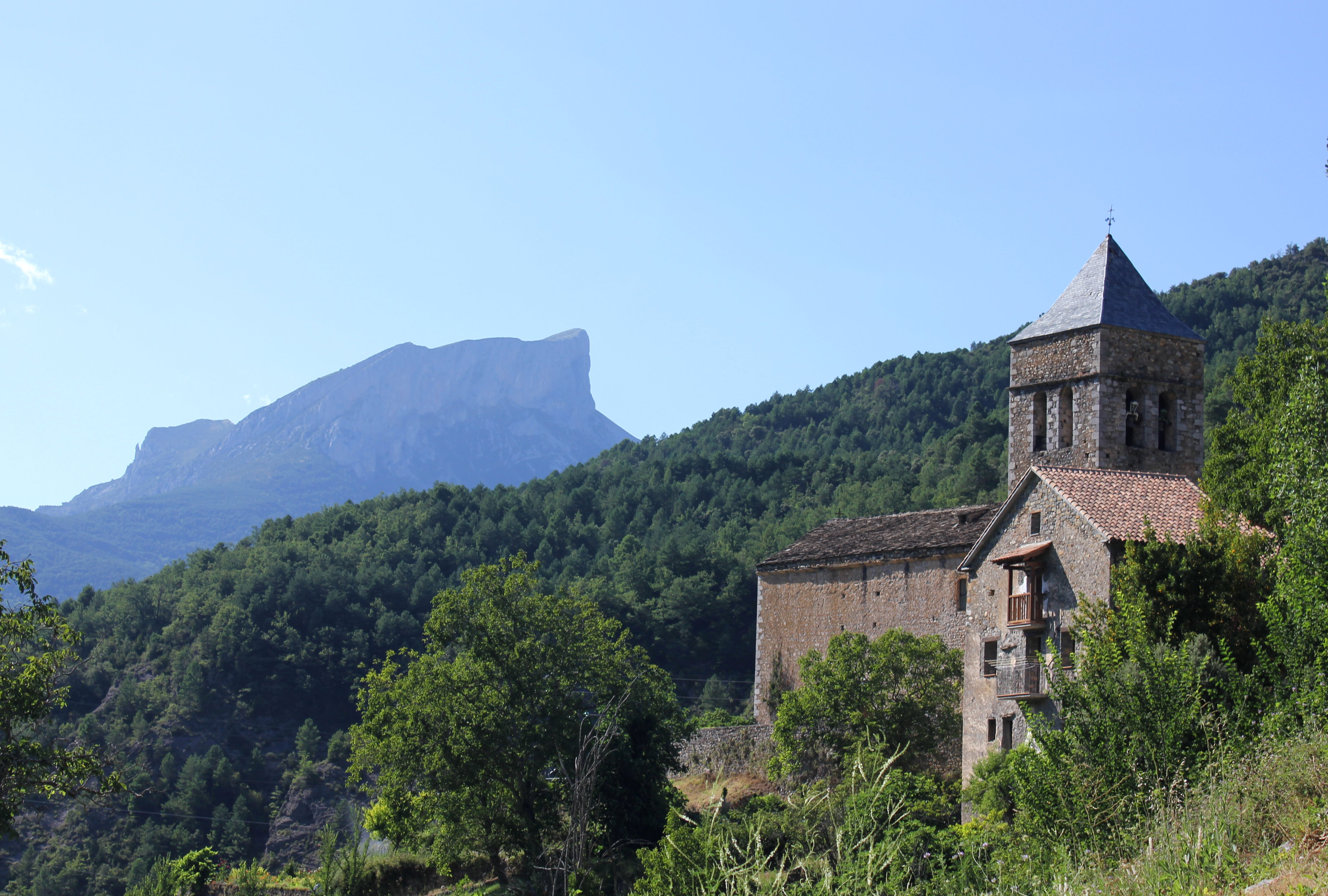
Església de Badaín
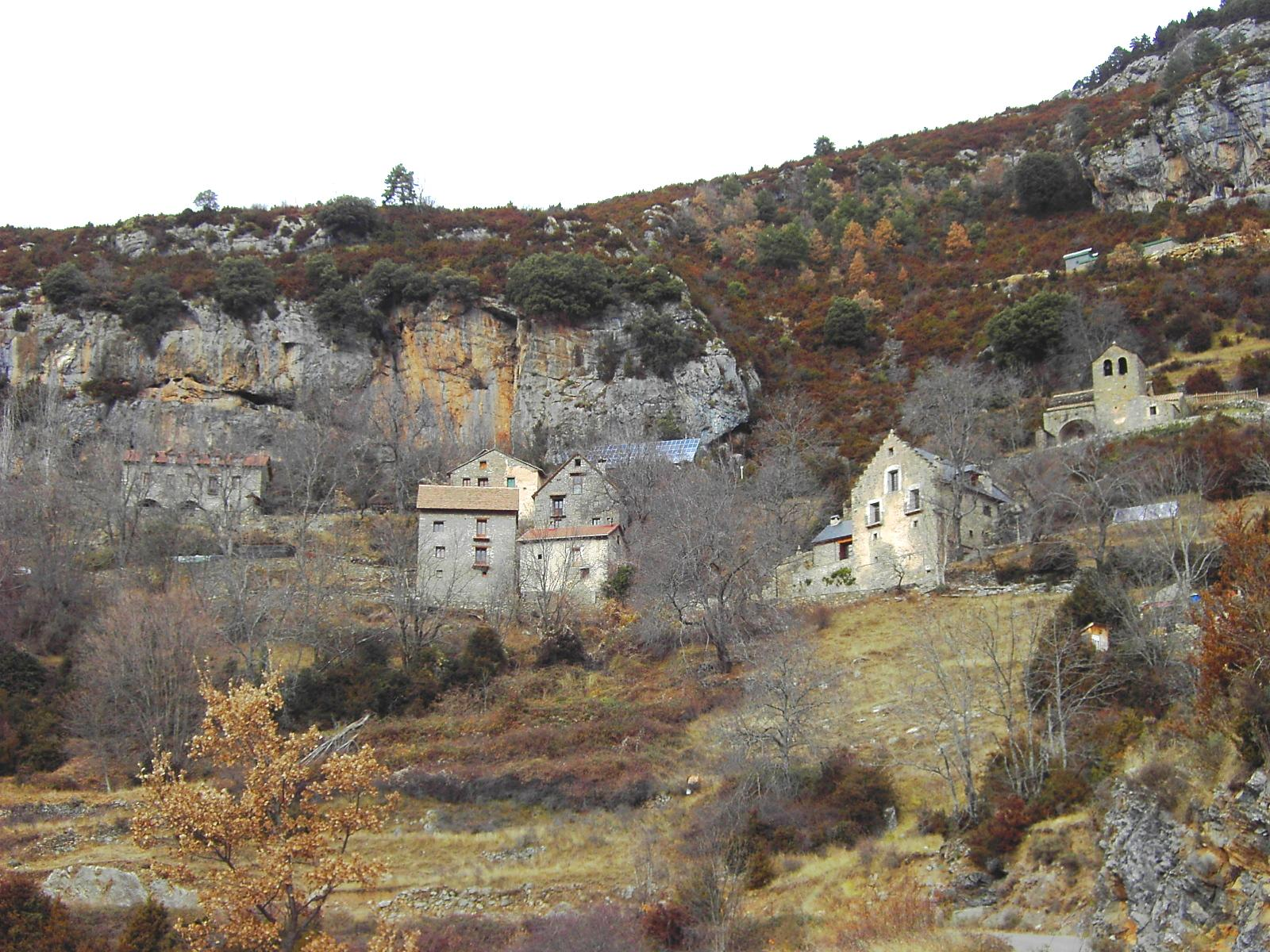
Revilla
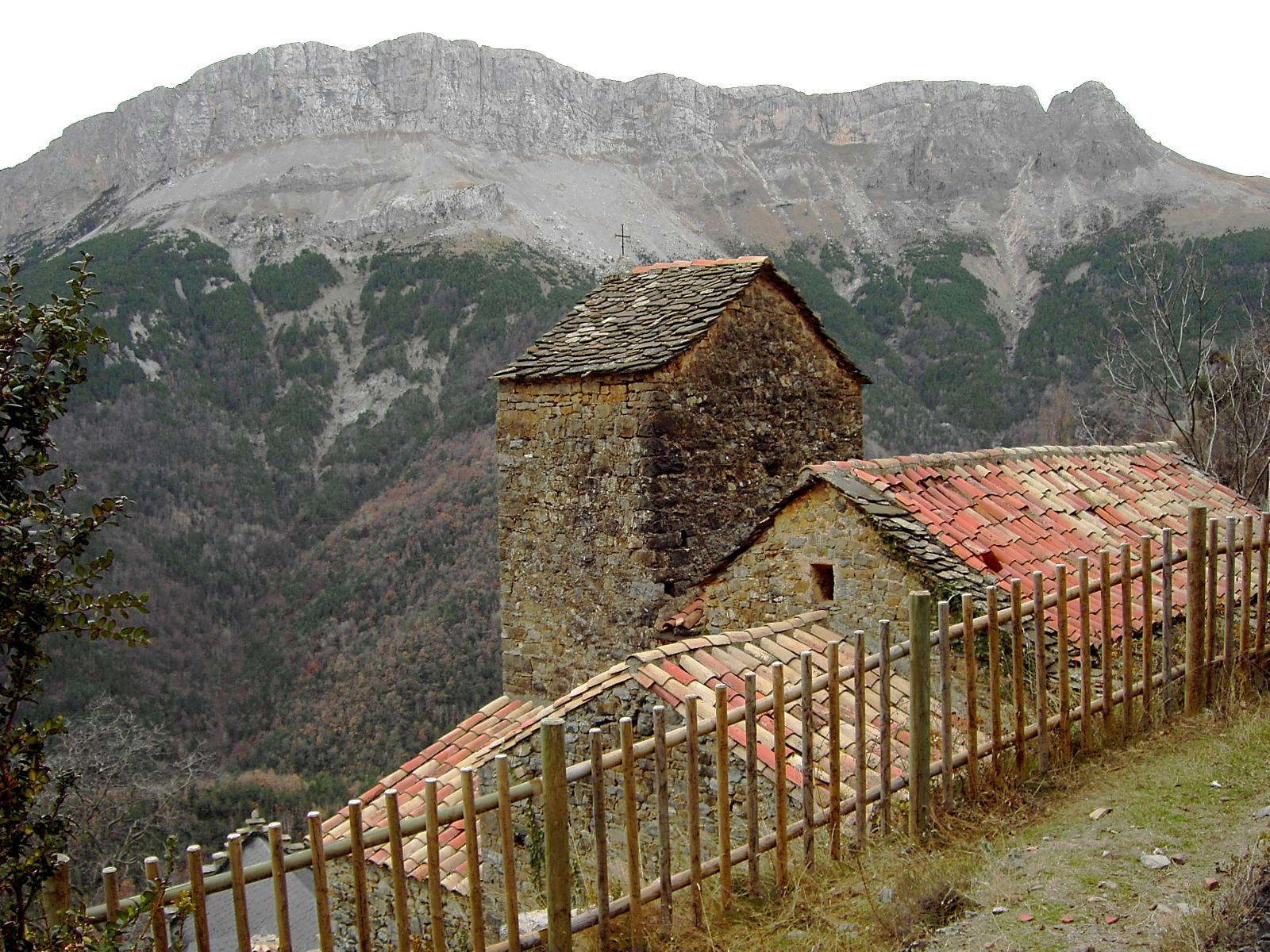
Església de Revilla
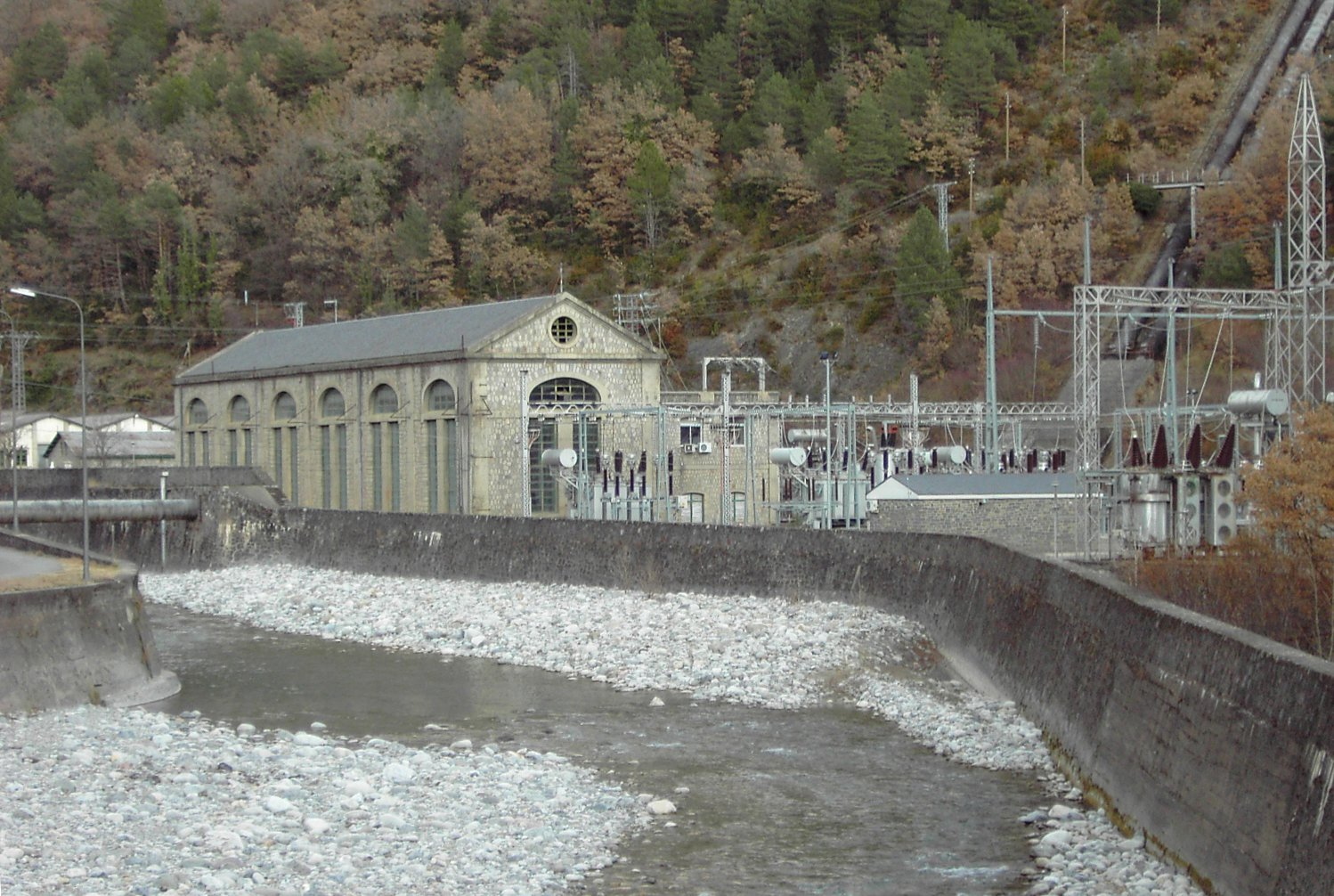
Lafortunada, central elèctrica
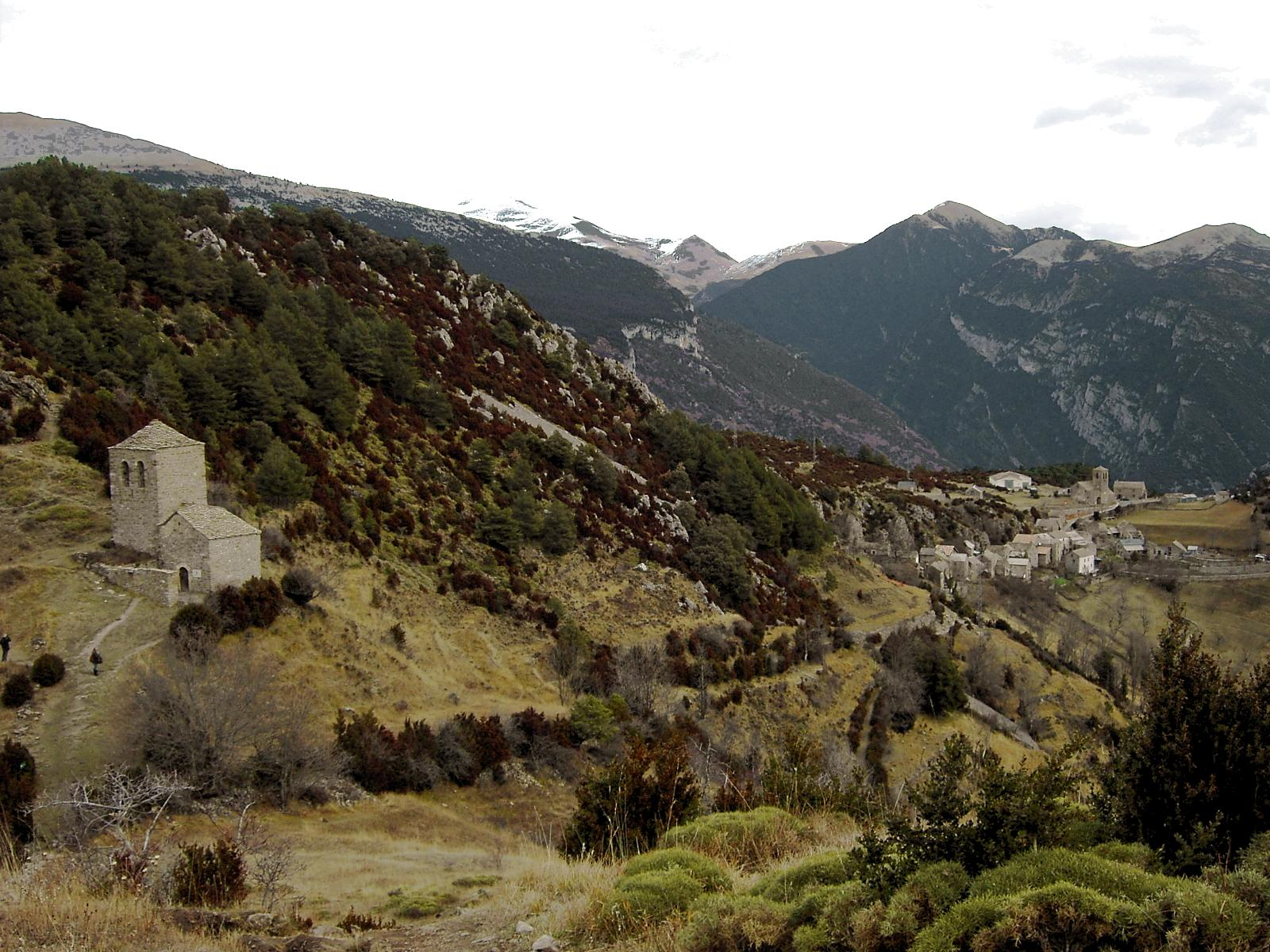
Ermita de Santa Maria, Tella
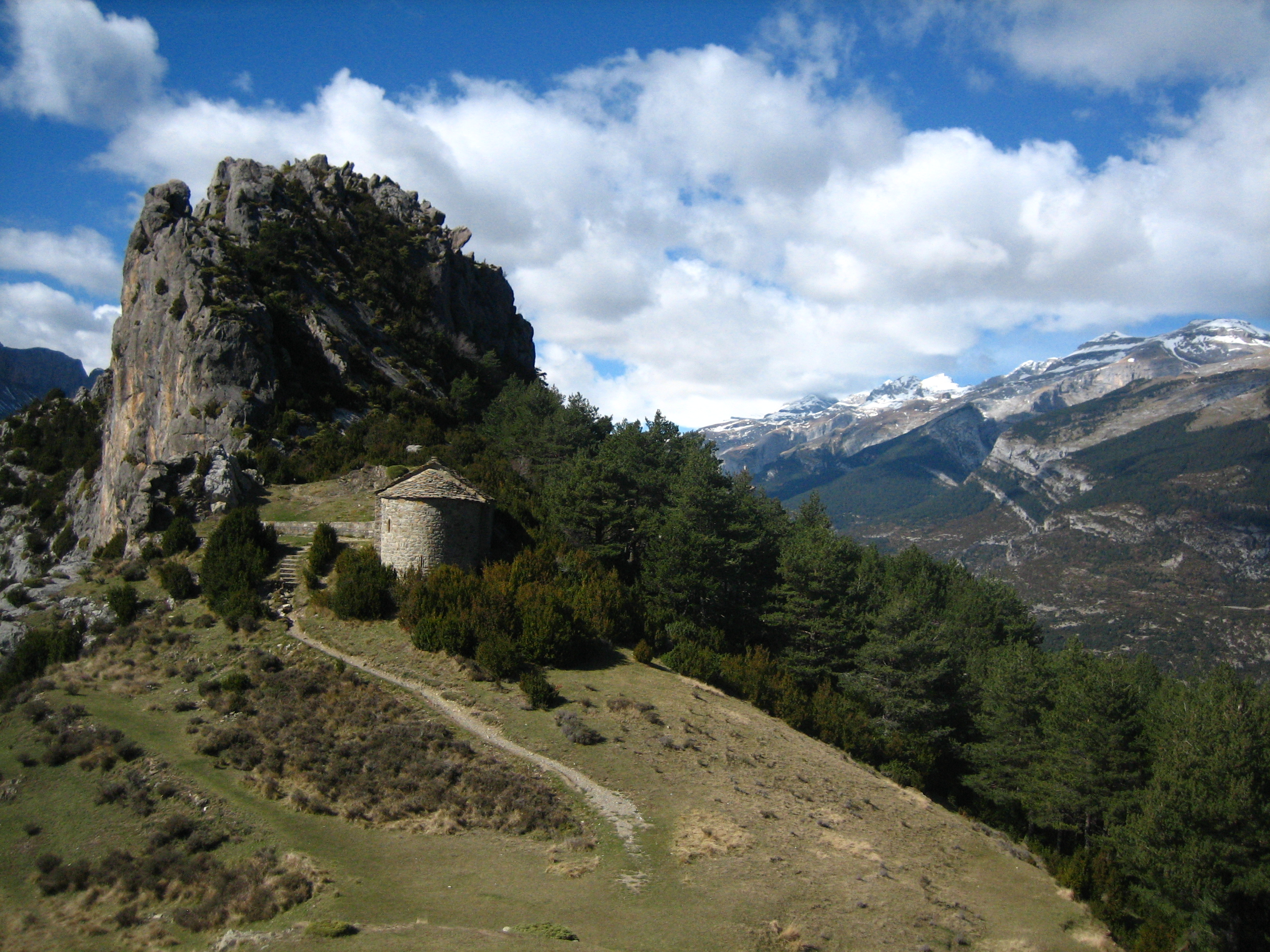
Ermita de Sant Joan i Sant Pau, a Tella